# Vinoterapia
La vinoterapia es una práctica que aúna la técnica del masaje con la aplicación por vía externa del vino. 

## Origen
La vinoterapia nació con el auge del llamado turismo enológico. Sus inventores fueron Matilde Cathiard y Bertrand Thomas[cita requerida], bodegueros en la región de Graves, cerca de Burdeos (Francia). Posteriormente, otras zonas vinícolas de diferentes países empezaron a ofrecer la posibilidad de tomar baños de vino.  

## Evidencia científica
No existen estudios que avalen  la pretendida eficacia terapéutica de la vinoterapia, por lo que puede considerarse una pseudoterapia. 
Una sesión de vinoterapia comienza con una exfoliación para preparar la piel y dilatar los poros, con la finalidad de que el vino penetre mejor durante la envoltura. En la sesión se incluye un masaje con el fin de relajar la tensión muscular. Posteriormente se aplica el vino, basándose supuestamente en sus diferentes propiedades según su procedencia regional. Los más utilizados son lambrusco, chianti, rioja, burdeos, valdepeñas, jumilla y otros, dependiendo de la zona vinícola en la que tenga lugar la sesión.  
Sus promotores aseguran que los antioxidantes que contiene el vino, p. ej. resveratrol, a través de sus propiedades neutralizantes de los radicales libres, tonifican e hidratan la piel y proporcionan firmeza a los músculos y a los senos.